# 12 Minutes
12 Minutes est un jeu d'aventure développé par Luis Antonio et édité par Annapurna Interactive, sorti en août 2021 sur Microsoft Windows, Xbox One et Xbox Series, puis en décembre 2021 sur PlayStation 4, PlayStation 5 et Nintendo Switch. Le jeu se déroule dans un petit appartement et ses zones environnantes. Il oblige le joueur à réagir et interagir face à des évènements durant des cycles de 12 minutes, de façon répétée, pour tenter de résoudre un mystère.

## Système de jeu
12 Minutes se joue vue de dessus d'un appartement où vivent un homme et sa femme, comprenant le salon principal et le coin cuisine, leur chambre et leur salle de bain. Le joueur contrôle le mari lors des événements du jeu, libre de réaliser diverses actions.  
Cependant, le joueur ne dispose d'aucune information exacte sur l'objectif à atteindre, le soin lui est laissé de comprendre comment résoudre la situation. L’homme est le seul personnage qui conserve la connaissance des cycles précédents et cette information peut être utilisée pour effectuer d’autres actions dans les cycles à venir. Ce système de jeu à boucle temporelle a été comparée à The Legend of Zelda: Majora's Mask. Alors que la boucle principale ne dure que 12 minutes en temps réel, le jeu dure, quant à lui, entre 6 et 8 heures.

## Développement
Luis Antonio est un ancien artiste de Rockstar Games et Ubisoft qui a quitté ces sociétés pour poursuivre le développement de jeux indépendants en travaillant avec Jonathan Blow sur The Witness. Pour son premier jeu, il voulait un titre qui explore les conséquences de la prise de décision et la manière dont ces choix affecteront les suivants. Au début, il avait imaginé un jeu qui se déroulerait dans un petit quartier sur un cycle de 24 heures, mais cela s’est révélé trop ambitieux et il a réduit son cadre de jeu à un appartement sur une période plus courte de 12 minutes. Le design est en grande partie inspirée par le réalisateur Stanley Kubrick. Comme clin d’œil, le hall d’accueil comprend le motif de la moquette emblématique que Kubrick avait utilisé dans l’hôtel Overlook pour The Shining. Des inspirations supplémentaires proviennent des films Un jour sans fin, Memento et Fenêtre sur cour,. 
Antonio diffuse le jeu pour la première fois lors de l'événement PAX East 2015. À ce stade, le jeu utilise des illustrations de substitution, mais la boucle de jeu est terminée. Antonio avait prévu la sortie du jeu pour 2016. Cependant, dans les années qui ont suivi, Antonio a fait appel à une équipe de cinq personnes pour l'aider à peaufiner le jeu, ainsi qu'un soutien de l'éditeur Annapurna Interactive. Le jeu a été rediffusé lors de la conférence pré E3 2019 de Microsoft annonçant une sortie pour 2020. Parmi les derniers éléments à inclure dans le jeu, citons un doublage complet pour les personnages principaux ainsi que l'amélioration des animations de personnages via la capture de mouvement.
Les trois protagonistes du jeu sont interprétés par Willem Dafoe, Daisy Ridley et James McAvoy.

## Accueil
Le jeu reçoit un accueil partagé de la presse spécialisée. Il obtient un score de 76 % sur Metacritic.
Hideo Kojima salua Twelve Minutes, déclarant qu'il n'a « pas été autant pris dans un jeu depuis Inside », rajoutant qu'il lui aurait donné de l'inspiration pour créer un nouveau jeu d'aventure.